# 辉亭鸟
，是雀形目园丁鸟科的一种鸟类。
辉亭鸟体重约172克，翼长约137.6毫米，嘴峰长约26.6毫米，喙宽度约7.4毫米，喙厚度约8.9毫米，跗蹠长约40.6毫米，尾长约82毫米。辉亭鸟在其分布区内为留鸟，其栖息在密集的高大树木组成的森林中，食性为杂食性，主要食物来源是水果。
辉亭鸟分布于西新几内亚的低地和山麓森林。该物种是单型物种，没有亚种分化。